# 원패스
원패스(Onepass)는 2015년 대구광역시에서 도입된 교통카드다. 2015년부터 전국 대중교통에서 사용할 수 있게 되었다. 사업자인 유페이먼트는 비씨카드의 자회사였는데, 대구은행이 운영하고 있는 카드넷과 합병을 추진하여, 이에 반발을 불러일으켰다. 하지만 2013년 1월 11일 대구광역시에서 최종 합병이 승인되었다. 합병 승인 후 현재는 iM금융그룹의 자회사다. 발급사인 유페이먼트는 2015년 9월에 DGB유페이로 사명을 변경했고, 2024년 6월에 iM유페이로 사명을 한 번 더 변경하였다.

## 역사
비씨카드와 삼성카드 컨소시엄이 참여한 회사인 유페이먼트가 2009년 3월 대구광역시의 신 교통카드 사업 시행자로 선정되었다. 하지만 카드넷이 이미 대구광역시 버스운송사업조합과 2016년까지 독점 계약을 체결한 사실이 드러나, 새 사업자 선정이 사실상 불가능하였다. 대구광역시와 카드넷·버스조합의 갈등은 대구은행이 10월 카드넷을 인수한 뒤 적극적인 협의에 나서면서 마무리되었다. 신 교통카드 사업자인 유페이먼트와 기존 사업자인 카드넷이 대구 시내버스 요금 단말기의 공동 사용 등에 합의함에 따라 2011년 1월부터 새 교통카드인 탑패스를 보급하기 시작하였다.
2010년 6월 한국스마트카드, 이비카드와의 호환 협정 이후 2011년 8월 16일부터 수도권에서 호환 사용이 가능해진 이후 이용률이 늘어나고 있다. 2012년 3월부터 칠곡군, 성주군, 청도군, 고령군의 농어촌버스에도 사용할 수 있게 되었으며, 2012년 12월에는 김해시에서도 호환 사용이 가능하다. 2013년 6월 1일부터 영천시의 시내버스에도 사용할 수 있게 되었다. 2013년 11월 28일부터는 울릉군의 농어촌버스 운영사인 무릉교통과 협약하여 울릉군의 농어촌버스에서 탑패스를 사용할 수 있게 되었다.
국토교통부의 "One card, All pass" 정책에 따라 전국호환 탑패스인 원패스를 2014년 11월에 출시하여 대구 도시철도 역에서 판매하기 시작했으며, 기존 탑패스는 단종됐다. 하지만 서울 지하철 9호선과 신분당선 등 수도권 도시철도를 운영하는 민간 투자 사업자가 과다한 호환 비용을 요구하는 까닭에, 전국 호환이 무기한 연기되어 수도권 사용이 계속해서 연기됐다. 이후 지지부진한 협상 끝에 한페이시스와 함께 합의하여 2016년 1월 30일부터 원패스도 수도권에서 호환을 개시했다.
2014년 10월 17일에는 광주광역시의 교통카드 사업자인 한페이시스와 상호 호환 사용 협정을 체결하였다. 이후 2014년 12월 23일부터 대구광역시에서 한페이를 호환 사용할 수 있게 되고, 2014년 12월 30일부터 원패스를 광주광역시에서 사용할 수 있게 되었다.
2015년 4월 1일부터 경주시에서 원패스 호환을 개시(기존 탑패스는 사용 불가)한 것을 시작으로, 2015년 8월 25일에는 안동시를 제외한 경상북도의 모든 교통카드 사용 지역과 제주특별자치도, 전라남도 강진군, 구례군, 함평군에서 사용할 수 있게 되었다.
구미시와 김천시는 iM유페이와 마이비카드 간에 정식 호환 협정을 맺지 않았지만, 근처 지역의 대중교통에 크게 의존하고 있는 칠곡군청의 요청으로 탑패스, 원패스, 대경교통카드 모두 사용이 가능하도록 임시로 개방했다. 유페이먼트가 홈페이지를 업데이트하면서 구미시와 김천시도 탑패스, 원패스, 대경교통카드의 사용 가능 지역으로 명기되어 있으나, 2024년 12월 14일 대경선 개통과 함께 광역환승제를 시행하면서 원패스만 정식으로 호환하는 것으로 변경된다. 따라서 2024년 12월 14일부터 구미시와 김천시에서는 대경교통카드와 탑패스를 쓸 수 없다.
2016년 4월 1일에 대중교통안심카드를 추가하는 약관의 개정이 있었으며, 동년 5월에 원패스의 대중교통안심카드를 출시했다. 대중교통안심카드는 iM뱅크 지점에서 판매하며, 가격은 1장당 3,000원이다. 티머니처럼 분실했을 때 환불받을 은행 계좌같은 정보를 iM유페이 홈페이지에 등록하는 방식이고, 버스와 도시철도 외에는 사용할 수 없다.
2017년에는 원패스의 단일권종형과 액세서리형을 출시했다. 단일권종은 GS25와 이마트24에서 판매한다.
2018년 11월 27일부터 안동시에서 원패스/탑패스 사용이 가능해졌다.
2019년 3월 13일에는 영덕버스와 계약하여 영덕 농어촌버스에 교통카드제를 시행했다.
2019년 9월 ~ 11월 사이에는 대구, 영천, 울릉도 시내버스의 교통카드 단말기를 삼원FA의 세로배치식 6세대 모델로 교체했으며, 경산과 청도에도 확대했다. 군위군도 2023년 7월부터 대구로 편입됨과 동시에 교통카드제를 실시함에 따라, 군위교통 차량에 삼원FA 6세대 단말기를 설치했다. 고령, 성주, 칠곡은 2024년 12월에 시행할 광역환승제를 앞두고 삼원FA 6세대 단말기로 전면 교체했다.
2024년 5월에 알뜰교통카드가 K-패스로 개편된 후에는 원패스 자체를 K-패스 앱에 연동해서 등록이 가능해졌다. 알뜰교통카드 시절부터 K-패스 연동용이 따로 나오는 이즐 카드와 달리, 원패스는 K-패스 연동용으로 구분된 버전이 별도로 나오지 않는다.
2024년 9월부터 원패스 공카드 1장의 가격이 3,000원으로 인상됐다.
2014년 11월에 원패스가 출시된 후, 기존 탑패스는 단종됐다. 또한 기존 탑패스는 대경교통카드와 더불어 대경선에서 이용할 수 없다. 이에 iM유페이는 대경선 개통을 앞두고 2024년 10월 29일부터 12월 31일까지 대구경북 소재 iM뱅크 지점에서 기존 대경교통카드를 반납하는 조건으로 원패스 공카드를 1,500원에 보상 판매하는 행사를 열고, 대경교통카드의 잔액은 환불해 주기로 했다.
2025년 2월부터는 대경선 충전기에서도 충전이 가능하다.

## 발급 · 충전
- 발급: 단일권종이 아니어서 일반, 청소년, 어린이용 카드로 구분된다. 단, 원패스는 단일권종형이 별도로 있다. 수도권에서 사용되는 선불교통카드의 할인등록 방식을 도입한 관계로, 단순히 타입만 설정하면 끝나는 기존 대경교통카드와 달리 어린이·청소년 우대카드는 원패스 홈페이지에 등록해야 할인받을 수 있다. 첫 사용 후 10일 내 홈페이지에 할인등록을 하지 않으면 일반 요금으로 차감된다.
  - 기본형: 일반 신용카드 크기 카드를 대구 도시철도 역무실, 시내 가두 판매대, iM뱅크 지점에서 2,500원에 판매하다 2013년 11월부터 2,000원에 판매하고 있다. 편의점은 이마트24[15]와 대구경북지역의 GS25에서 구할 수 있다.
  - 액세서리형: 미니카드형, 휴대전화 고리형 등이 있다. 5,000원에 판매하고 있다. 단, 원패스의 액세서리형은 가두판매대에서만 판매하고 있다.
  - 모바일카드: 탑패스가 탑재된, 혹은 교통카드 후탑재형 USIM 카드를 휴대전화에 장착하여 사용이 가능하다. 2012년에 KT의 MVNO인 에넥스텔레콤에서 베타 테스트를 했지만, 상용 서비스는 실시하지 않았다. 이후 2014년 1월 KT와 SK텔레콤, 2016년 10월 LG유플러스에서 모바일 원패스라는 브랜드로 NFC 후발급 서비스를 실시하였다.
  - 자동충전카드 : iM뱅크 지점에서 4,000원에 판매하고 있다. 카드 잔액이 5,000원 이하로 남아 있을 때 버스 승차시 10,000원이 자동으로 충전된다. iM뱅크 계좌가 필요하다. 이 카드는 호환 지역에서 자동 충전이 되지 않을 뿐만 아니라, 사용 자체가 불가능하다.
- 충전 : 대구 도시철도 역사, 시내 가두 판매대, iM뱅크 자동화기기, 대구·경북 지역의 GS25와 전국 이마트24에서 충전할 수 있다. 2025년 2월부터는 대경선 충전기에서도 충전이 가능하다.
- 전국호환 탑패스(원패스) : 2011년 1월에 탑패스를 출시할 당시, 국토해양부의 "One card, All pass" 규격이 아니었던 탓에 국토교통부의 "One card, All pass" 신 규격에 맞추어 2014년 11월에 원패스를 출시하였다. 기존 탑패스와 마찬가지로 단일권종이 아닌 일반용, 청소년·어린이 우대용 카드를 각각 권종별로 발매한다. 가격은 3,000원이며, 대구 도시철도 역무실과 대구 시내 가판대에서 판매 중이다. 그러나 2017년에 출시한 단일권종형을 취급하는 GS25와 이마트24 점포는 굉장히 보기 어려워서, 사전에 재고를 확인해야 한다.
- 탑패스와 원패스는 서로 다른 카드이며, 호환 사용 지역 또한 약간씩 차이가 있다.
- 모비일 교통카드는 안드로이드만 가능하다.
- 잔액 이전은 모바일과 실물 카드 간에만 지원한다.

## 사용
원패스 (One card, All pass)
- - 시내버스 : 대구·경북(영양군, 청송군 제외[16]), 강진, 구례, 함평, 제주[17], 서울, 인천, 경기도, 광주
  - 도시철도 : 대구 도시철도, 부산 도시철도(부산-김해 경전철은 사용 불가), 광주 도시철도, 수도권 전철, 대경선, 동해선 광역전철
  - 유료도로 : 범안로, 4차순환도로
  - 택시 : 한마음콜
  - 쇼핑 : Sleepless in seattle 커피, 다빈치 커피, 영남대, 대구대 매점, 대구경북 지역의 GS25와 제주특별자치도를 제외한 전국 이마트24
  - 한국도로공사 요금소에서 고속도로 통행료 지불
  - 한국철도공사 철도역사 창구에서 철도 승차권 구입[18]

탑패스 (단종)
- - 시내버스 : 대구·경북(경주, 안동 제외, 구미와 김천은 호환 폐지 예정), 강진, 구례, 함평, 제주, 서울, 인천, 경기도, 김해
  - 도시철도 : 대구 도시철도(대경선 사용 불가), 수도권 전철
  - 유료도로 : 범안로, 4차순환도로
  - 택시 : 한마음콜
  - 쇼핑 : Sleepless in seattle 커피

## 같이 보기
- iM금융그룹
- 대경교통카드